# Municipio de Earl (condado de Berks)
El municipio de Earl (en inglés: Earl Township) es un municipio ubicado en el condado de Berks en el estado estadounidense de Pensilvania. En el año 2000 tenía una población de 3.050 habitantes y una densidad poblacional de 85.4 personas por km².

## Geografía
El municipio de Earl se encuentra ubicado en las coordenadas 40°22′36″N 75°42′29″O / 40.37667, -75.70806.

## Demografía
Según la Oficina del Censo en 2000 los ingresos medios por hogar en la localidad eran de $51,976 y los ingresos medios por familia eran $60,363. Los hombres tenían unos ingresos medios de $39,861 frente a los $26,125 para las mujeres. La renta per cápita para la localidad era de $22,527. Alrededor del 3,7% de la población estaba por debajo del umbral de pobreza.